# 2006 у відеоіграх

## Події

### Великі релізи
- Call of Duty 3
- Tomb Raider: Legend
- Half-Life 2: Episode One
- Heroes of Might and Magic V
- Hitman: Blood Money
- The Elder Scrolls IV: Oblivion
- Tom Clancy's Rainbow Six: Vegas
- FlatOut 2
- Gothic 3
- Gears of War
- Grand Theft Auto: Vice City Stories
- Grand Theft Auto: Liberty City Stories
- Medieval II: Total War
- Sonic the Hedgehog
- Prey

## Бізнес
- 5 січня 2006 — Vivendi Universal Games купує High Moon Studios (раніше називалась Sammy Studios, Inc), яка відділилась від Sammy у 2005.
- 9 січня 2006 — Take-Two Interactive купує Irrational Games.
- 26 січня 2006 — Sony заявляє про сильні продажі PlayStation Portable, які, вперше за 11 років, допомогли отримати прибуток, замість збитків.